# Christian Silvain
 (octobre 2011).
Si vous disposez d'ouvrages ou d'articles de référence ou si vous connaissez des sites web de qualité traitant du thème abordé ici, merci de compléter l'article en donnant les références utiles à sa vérifiabilité et en les liant à la section « Notes et références ».
Christian Silvain, né le 6 mars 1950 à Eupen, Communauté germanophone (Belgique), est un peintre belge. Il s'installe à Bruxelles et commence à peindre (1970), séjourne à Paris (1972), s'installe ensuite à Kluisbergen, Flandre, où il commence à sculpter (1976).
Autodidacte, il débute avec des compositions mélangeant des thématiques religieuses et profanes. Il effectue ensuite des œuvres surréalistes et travaille plus tard sur des collages poétiques.

## Orientations stylistiques
Il commence par un surréalisme expressionniste influencé par Delvaux. Puis par un surréalisme léché, Leda, (1968), ou un mixage de peinture gothique, mi-Grunewald, mi-De Braekeleer, Christ, (1975). 
Simultanément, de 1963 à 1974, il dessine avec la perfection renaissante, comme il sculpte à la Rodin des fragments d'anatomie. 
Comme il multiplie brutalement les ruptures, on le retrouve de 1983 à 1987, peignant des trompe-l’œil de façades de maisons, proposant la transition entre une façade couverte de graffiti et une façade moderne ou gothique maintenue intacte. À la fin des mêmes années, il crée des toiles vêtues d'un léger crépi blanc scintillant, passé à un lait violacé ; elles sont compartimentées en carreaux ce qui offre la facilité de raconter par petits sujets beaucoup d'histoires ; elles parlent d'enfance et de liberté, par antiphrase, avec des insertions de cages d'oiseaux, qui parlent de liberté par antiphrase ; elles sont à dominante bleue ou sur un fond de toile aux rayures bleues et blanches. Ses œuvres récentes représentent de grandes figures rouges ou blanches, dont les fonds sont remplis d'objets et de figures réalisées à la plume et à l'encre acrylique noire.

## Fondation Christian Silvain
La fondation Christian Silvain fut créée en 1992 à Eupen, capitale de la Communauté germanophone de Belgique.
La mission de la fondation reprend deux axes principaux :
- la promotion des œuvres de Christian Silvain
- la création d’un musée en Belgique

De septembre 2009 à 2013 une exposition permanente était installée au château Stockem à Eupen.

## Expositions

### Expositions personnelles
- 1970 : Bernard Van Berg, Bruxelles
- 1971 : Galerie Matignon 34, Paris
- 1973 : Galerie Bernier, Paris
- 1974 : Galerie Auditorium Innovation, Bruxelles
- 1978 : Latems Museum voor Moderne Kunst, St.-Martens-Latem
- 1982 : Art Basel (Suisse)
- 1982 : Galerie De Pypere, Kuurne, Belgique
- 1982 : Galerie Bodenschatz, Bâle
- 1985 : One Man Show, ICAF, Londres
- 1989 : Fondation Vasarely, Aix-en-Provence
- 1990 : Galerie du Centre, Paris
- 1990 : Guy Pieters Gallery, Knokke-le-Zoute
- 1991 : Ludwig Forum für Internationale Kunst, Aachen
- 1992 : Galerie du Centre, Paris
- 1994 : Fischerplatz Galerie, Ulm, Allemagne
- 1995 : Total Art Center, Tokyo
- 1995 : Gallery Delaive, Amsterdam
- 1997 : Bank Brussel Lambert, Anvers
- 1998 : Château Grimaldi et Fondation Christian Silvain, Cagnes-sur-Mer
- 1999 : Bowles Galerie, New York
- 2000 : Galerie Mowatt au Canada
- 2000 : Galerie Lucien Schweitzer, Luxembourg
- 2000 : Galerie Morgens, Australie
- 2001 : Galerie Guy Pieters, St Martin-Latem, Belgique
- 2002 : Galerie du Centre, Paris
- 2003 : Galerie Dorval, Lille
- 2005 : Galerie Depypere, Belgique
- 2005 : Classic, Courtrai, Belgique
- 2005 : Kunst & Bühne (Fondation Silvain, Eupen)
- 2006 : Art Paris, Grand Palais, Galerie du Centre
- 2007 : Galerie Suty, Coye-la-Forêt
- 2007 : Classic, Courtrai, Belgique
- 2008 : Estampes, Up-Art, Bruxelles
- 2008 : Boon Galleries, Bruxelles
- 2009 : Galerie Touchefeu, Sceaux
- 2010 : Art Élysées, Galerie du Centre
- 2011 : Galerie du Centre, Paris
- 2012 : Galerie Martine Ehmer, Bruxelles
- 2013 : Galerie Besseiche, Genève
- 2015 : Galerie Martine Ehmer,  Bruxelles
- 2016 : Galerie Pluskwa; Marseille (F)   Malmundarium; Ville de Malmedy (B)   Casteelken; Rumbeke (B)   TW gallery; Musée de Liège (B)
- 2018 : Gallery Michael Bohn;  Eupen (B)  Winter salon galerie Jos Depypere; Kuurne (B)
- 2019 : See you later , Galerie Martine Ehmer, Bruxelles (B)   Memories of an Angel, Vichte (B)
- 2020 : Mémoires d’un ange, Le Kulturzentrum Alter Schlachthof, Eupen (B)   Galerie Ludwig Lefevere, Wortegem (B)   Galerie Fox, Eupen (B)

### Principaux Musées et collections publiques
- Collection Albert et Paola de Belgique
- Musée royal d'art moderne à Bruxelles
- Musea del Arte Moderna, Barcelona
- Parlement Européen, Bruxelles
- State University – Rockefeller Art Center – Fredonia – New York ; Rupertium, Salzburg
- Musée d’Art Contemporain, Skopje
- Musée d’Art Moderne, Cagnes-sur-Mer
- Museum Ulm, Allemagne
- Musée de la Passion, Lille
- Collection B.P.
- Museum Moderner Kunst, Vienne, Autriche
- Museo d’Arte Contemporeano, Florence, Italie
- Musée Cantonal des Beaux-Arts, Lausanne, Suisse
- Wybe Tuinman Collectie (Hollande)
- Carlton University – Fine Art Building Ottawa, Canada
- Musée de Dimona, Israël
- Museum der Bildenkunste, Budapest, Hongrie
- Musée d’Art Contemporain, Ploiesti, Roumanie
- Musée d’Art Moderne, Zagreb, Croatie
- Musée Renoir, Cagnes-sur-Mer, France
- Museo del Arte Moderna, Barcelone, Espagne
- National Galerie, Prague, République Tchèque
- Musée de Nice, France
- Ludwig Museum, Allemagne
- Musée de Dunkerque, France
- Musée de Troyes, France
- Museum für Moderne Kunst, Vienne
- Madeira, Portugal
- Musée de l'abbaye Sainte-Croix, Les Sables-d'Olonne, France
- Laac, Museum Dunkerque
- Museum Peenemunde
- Musée d'Art Moderne Ostende, Belgique
- Sammlung des Lanotages Nordrein-Westfalen, Düsseldorf, Allemagne
- Rupertinum Salzbourg, Autriche
- Musée Communal d'Ixelles, Belgique

## Littérature
- Paul de Pessemier, 'Façades in het œuvre van Christian Silvain / Façades dans l'œuvre de Christian Silvain', in De Woonstede door de eeuwen heen / Maisons d'Hier et d'Aujourd'hui, 1987, 2e trim. nr.74, p. 46-67.
- Adrian Darmon, Autour de l'art juif. Peintres, sculpteurs et photographes, Carnot, 2003, p. 288.